# Achmatowicz-Reaktion
Die Achmatowicz-Reaktion oder Achmatowicz-Umlagerung ist eine organische Namensreaktion, in welcher ein Furan in ein Dihydropyran umgewandelt wird.

## Geschichte
Die Bildung von Furanen aus Mono- und Polysacchariden unter Einwirkung von Mineralsäuren war bereits im 19. Jahrhundert bekannt. Bereits im Jahr 1832 konnte Johann Wolfgang Döbereiner durch das Erwärmen von Zuckern mit Schwefelsäure und Mangan(IV)-oxid das giftige Öl Furfural herstellen. Im Jahr 1970 konnten K. Tsuji und I. Fujimaki durch Erwärmen eines Streptosederivats bei pH 2–4 das 2-Methyl-3-formylfuran gewinnen. Im Jahr 1971 haben Osman Achmatowicz Jr., P. Bukowski, B. Szechner, Z. Zwierzchowska und A. Zamojski am Institut für organische Chemie an der Polnischen Akademie der Wissenschaften die umgekehrte Reaktion zur Herstellung von Zuckern aus Furanderivaten, insbesondere die Herstellung von Monosacchariden aus einfachen Furanen entwickelt.

## Reaktionsmechanismus
Nachfolgend wird ein möglicher Reaktionsmechanismus für die Achmatowicz-Reaktion dargestellt:
Bei der Achmatowicz-Reaktion wird ein Furfurylalkohol 1 mit Brom in Methanol zur Reaktion gebracht und bildet schließlich ein Stereoisomerengemisch aus cis- und trans-Isomeren des 2,5-Dimethoxy-2,5-dihydrofuranderivats 2. Anschließend reagiert es mit verdünnter Schwefelsäure unter Spaltung des Acetals zu einer Dicarbonylkomponente 3, die unmittelbar zu einem Dihydropyranderivat 4 cyclisiert.

## Anwendung
Weitere Schritte der Reaktion sind der Schutz des Alkohols mit Orthoameisensäuretrimethylester und Bortrifluorid, gefolgt von der Reduktion  der formierten Ketone mit Natriumborhydrid, wodurch ein Zwischenprodukt entsteht, aus dem viele Monosaccharide synthetisiert werden können.

### Basisreaktion
Die Achmatowitz-Reaktion wurde zur Totalsynthese genutzt, einschließlich der von Desoxoprosophyllin und Pyrenophorin.
Das Verfahren wird auch bei der divergenten Synthese genutzt.